# Guido Adler
Guido Adler, född 1 november 1855 i Eibenschütz i Mähren, död 15 februari 1941 i Wien, var en österrikisk musikforskare och ansedd som "en av förgrundsgestalterna i den moderna musikvetenskapens historia", samt vid sidan av Philipp Spitta och Friedrich Chrysander som "en av grundarna av den moderna musikvetenskapen".

## Biografi
Adler studerade redan under gymnasieåren vid Musikkonservatoriet i Wien för bland andra Anton Bruckner. Efter studentexamen studerade han juridik, men övergav den efter examen för att i stället studera musikvetenskap för Eduard Hanslick. Han blev filosofie doktor (Dr. phil.) 1880, privatdocent i Wien 1881, grundade 1884 tillsammans med Friedrich Chrysander och Philipp Spitta "Vierteljahrsschrift für Musikwissenschaft" samt blev 1885 professor i musikvetenskap vid Karlsuniversitetet i Prag och 1898 vid Wiens universitet efter Eduard Hanslick, en befattning han innehade till 1927. Han ledde arbetet med utgåvan Denkmäler der Tonkunst in Österreich (83 band) 1894–1938.
Adler hade en ledande ställning i Wiens musikliv och anordnade internationella konferenser och evenemangen kring firandet av Haydn- och Beethovenjubileerna 1909 och 1927. Hans centrala intresse rörde Wiens musikhistoria från 1400-talet till 1800-talet. Därutöver ägnade han sig åt forskning kring utvecklingen av de musikaliska stilarna och formläran som behandlades inom den så kallade Wienskolan. Han var efter första världskriget initiativtagare till The International Musicological Society (IMS), vars hedersordförande han var fram till sin död.
Adler utvecklade en syn på musikvetenskapens uppgifter och metoder som fick starkt genomslag under en lång tid, främst genom sin inriktning inom stilhistoriska frågeställningar. Adler gjorde även en grundläggande insats för utgivandet av äldre musik i moderna vetenskapliga utgåvor. Han spelade dessutom en viktig roll för samarbetet mellan musikforskare och utövande musiker.
Adler invaldes den 29 oktober 1919 som utländsk ledamot nr 244 av Kungliga Musikaliska Akademien.